# إرتو إي كاسو
إرتو إي كاسو (من إقليم فريوليان: نيرت وكاس) وهي بلدية إيطالية في مقاطعة بوردينوني في منطقة فريولي فينيتسيا جوليا الإيطالية، وتقع على بعد حوالي 130 كيلومتر (81 ميل) شمال غرب ترييستي وحوالي 40 كيلومتر (25 ميل) شمال غرب بوردينوني.

## الجغرافيا

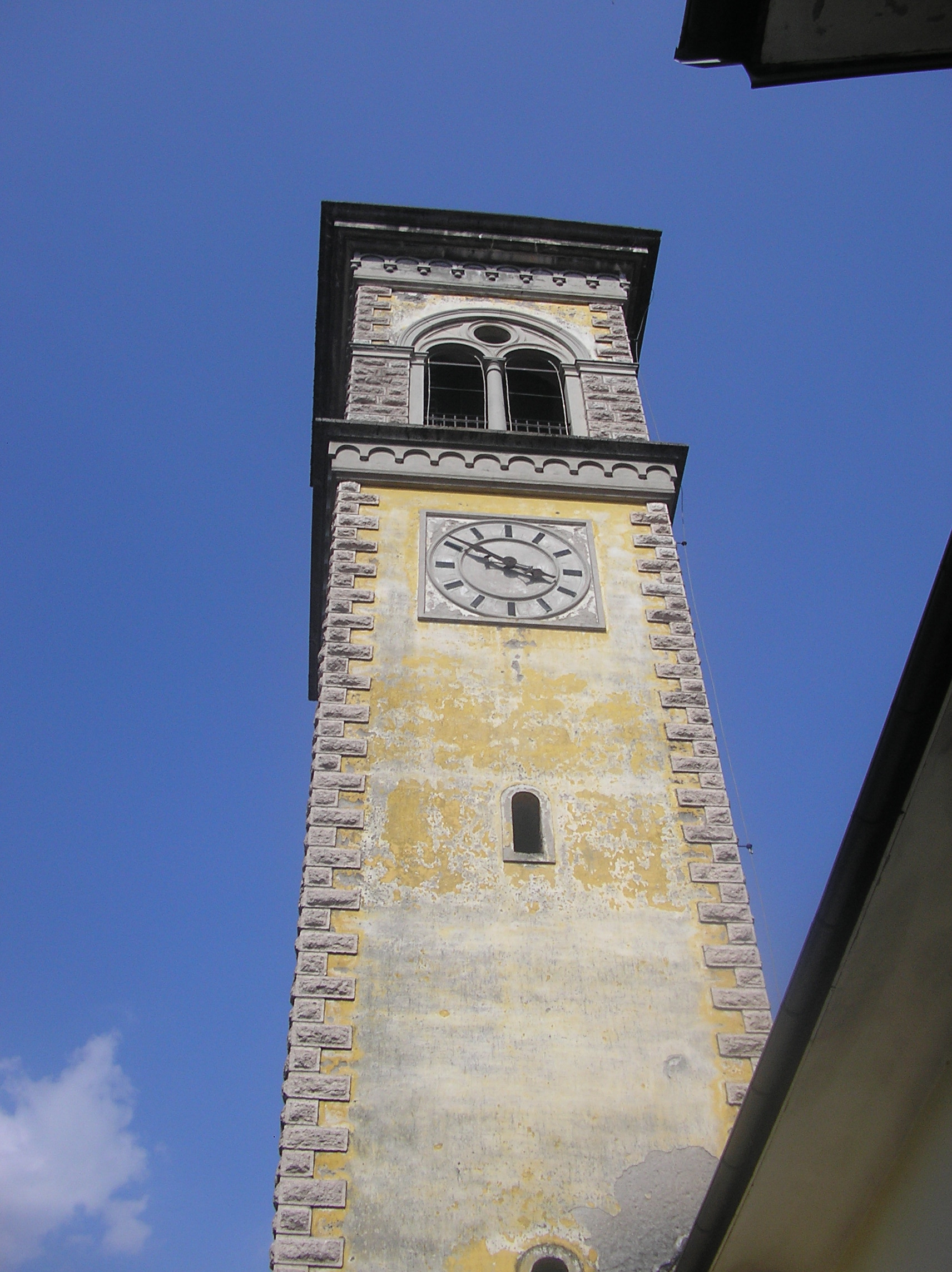
جريس كنيسة إرتو

تتكون البلدية من إرتو (وهي مقر البلدية، وعدد سكانها: 341 )، وكاسو (وعدد سكانها: 35 )، وبعض الأماكن التي مساحتها أصغر مثل: كافالي وكول ديلا روافا وفوركاي وليرون وبينيدا وسان مارتينو وفال ديل بونت.
و تقع إرتو وكاسو على حدود بلديات كلا من كاستيلافازو وسيمولايس وكلوت ولونجارون وأوسيتيال دي كادور وبيرارولو دي كادوري وألباغو وسوفرزين. وجميعها بلديات مجاورة لها، باستثناء سيمولايس وكلوت، وهي جزء من مقاطعة بيلونو القريبة، في فينيتو.
و تتكون المحافظة من المستوطنات الرئيسية في إرتو ، مقرها الإداري، ووكاسو. بالإضافة إلى القرى الصغيرة الأخرى، بالإضافة إلى (فرازيوني)، والتي تتكون من عدد قليل من بيوت المزارع المتناثرة، وبعض القرى المحلية مثل: فوركاي وبينيدا وسان مارتينو بالإضافة إلى فال دا بونت.

## التاريخ

### تاريخها منذ القديم
تم ذكر قرية إرتو لأول مرة في القرن الثامن. بشكل مختلف عن كاسو، حيث يتم التحدث فيها باللغة البلونية (لهجة البندقية)، ولغتها المحلية هي لهجة من لغة لادين، والتي يطلق عليها بالعامية «رتانو».

### كارثة فاجونت

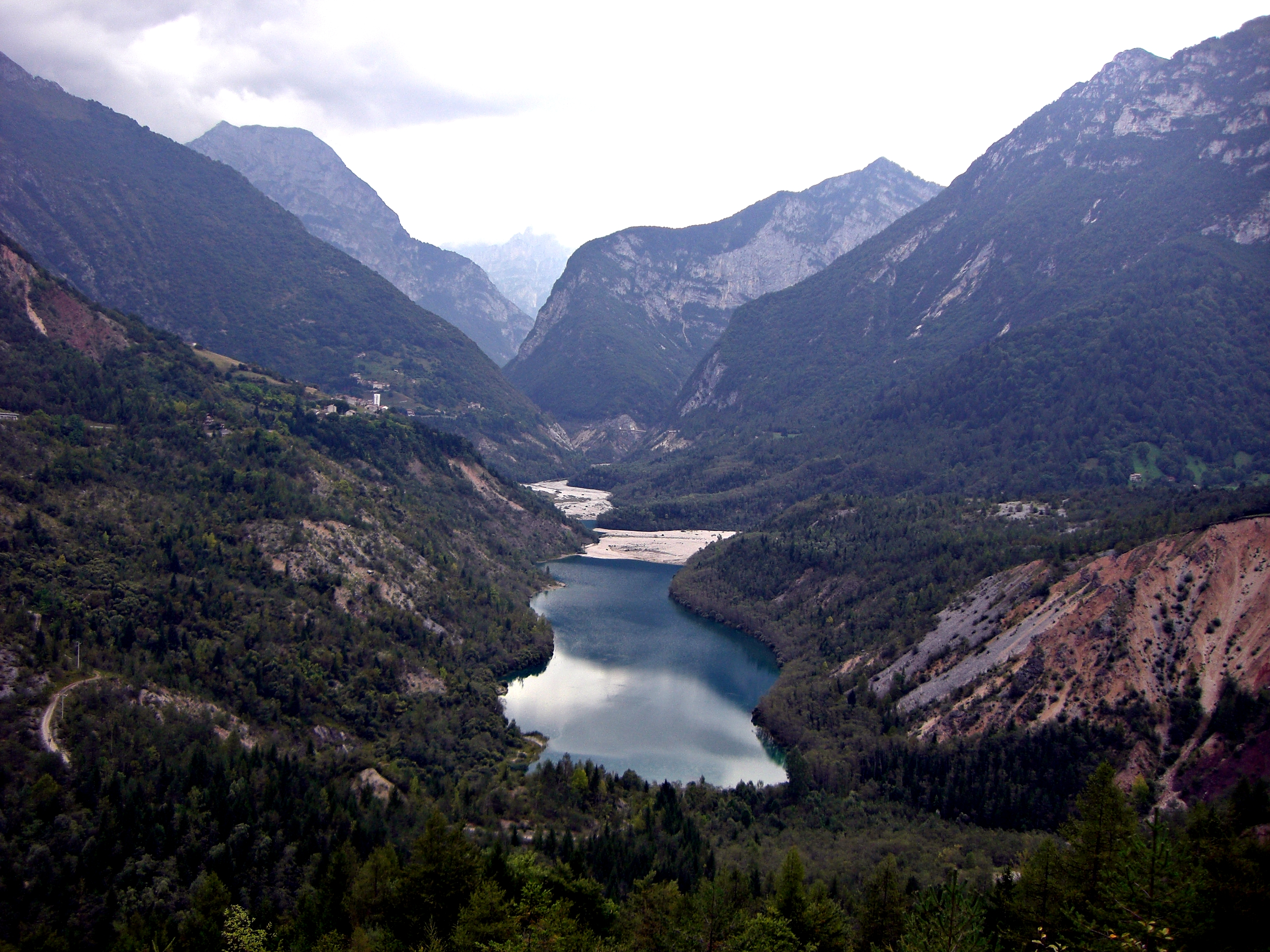
بحيرة فاجونت.

كانت إرتو وكاسو قريتان في وادي فاجونت، فوق البحيرة الاصطناعية، قبل كارثة سد فاجونت في 9 أكتوبر من عام 1963. والتي تسبب فيها الانهيار الأرضي والفيضان مقتل ما يقرب أكثر من 2000 شخص إجمالاً، كما دمر خمس قرى في وادي بيافي، لكنه ولحسن الحظ الحق أضرارًا طفيفة في كلا من إرتو وكاسو. وتم إخلاء القريتين بحذر في غضون ثلاثة أيام من الكارثة وظل الوادي فارغًا لمدة ثلاث سنوات بعد ذلك. وخلال تلك السنوات، استقر بعض الناجين في بلدية مانياجو، وأنشأوا ما يطلق عليه الآن بلدية فاجونت الجديدة منذ عام 1971.
و بعد مرور ثلاث سنوات من الإخلاء، استطاع بعض الناجين العودة إلى الوادي، على الرغم من منعهم، ولكنهم عادوا إلى منازلهم السابقة وأصلحوا قريتي إرتو وكاسو، والتي لا تزال تشكل البلدية حتى يومنا هذا.

## أبرز المشاهير في القرية
- ماورو كورونا (مواليد 1950) كاتب [6]

## روابط خارجية
- باللغة الإيطالية Erto village website
- باللغة الإيطالية Erto e Casso official website
- باللغة الإيطالية Mountain Community of Western Friuli